# Palais Canossa
Le  palais Canossa (en italien : palazzo Canossa) est un édifice historique dont l'origine remonte au XVIIe siècle, situé piazza Matilde di Canossa à Mantoue en Italie.

## Histoire et description

Armoiries des Canossa.

Le palais, de style baroque, a été construit entre 1659 et 1673 par le marquis Orazio Canossa. Les Canossa de Mantoue est une branche issue d'une famille noble de Vérone, qui avait reçu le titre de marquis des Gonzague.
La façade couverte de bossages comporte des médaillons en bas-reliefs de stuc avec des figures d'édifices et de paysages. Les fenêtres superposées sont surmontées de frontons sans retour et les décorations des corniches sont inspirées des œuvres de Giulio Romano. Le portail d'entrée est flanqué de colonnes doublées en marbre qui soutiennent le balcon et derrière lesquelles sont placées deux sculptures représentant un chien mordant un os, symbole héraldique des Canossa. 
L'accès au piano nobile est assuré par un grand escalier baroque orné de statues en marbre représentant Hercule, Mars, Jupiter, Neptune et Pluton, réalisées par le sculpteur Matteo Pedrali, alors au service de la cour des Gonzague. Les voûtes du grand escalier et certaines salles comportent des décorations à fresque, œuvres du peintre Giovanni Battista Caccioli.
Le palais a été habité par la famille Canova jusqu'au milieu du XIXe siècle. Par la suite, les pièces ont été converties en bureaux, classes scolaires et laboratoires. Depuis 2015, l'édifice est en travaux de réhabilitation.
En face du palais se trouve l'église Madonna del Terremoto, érigée au XVIIIe siècle afin de protéger la ville des tremblements de terre.

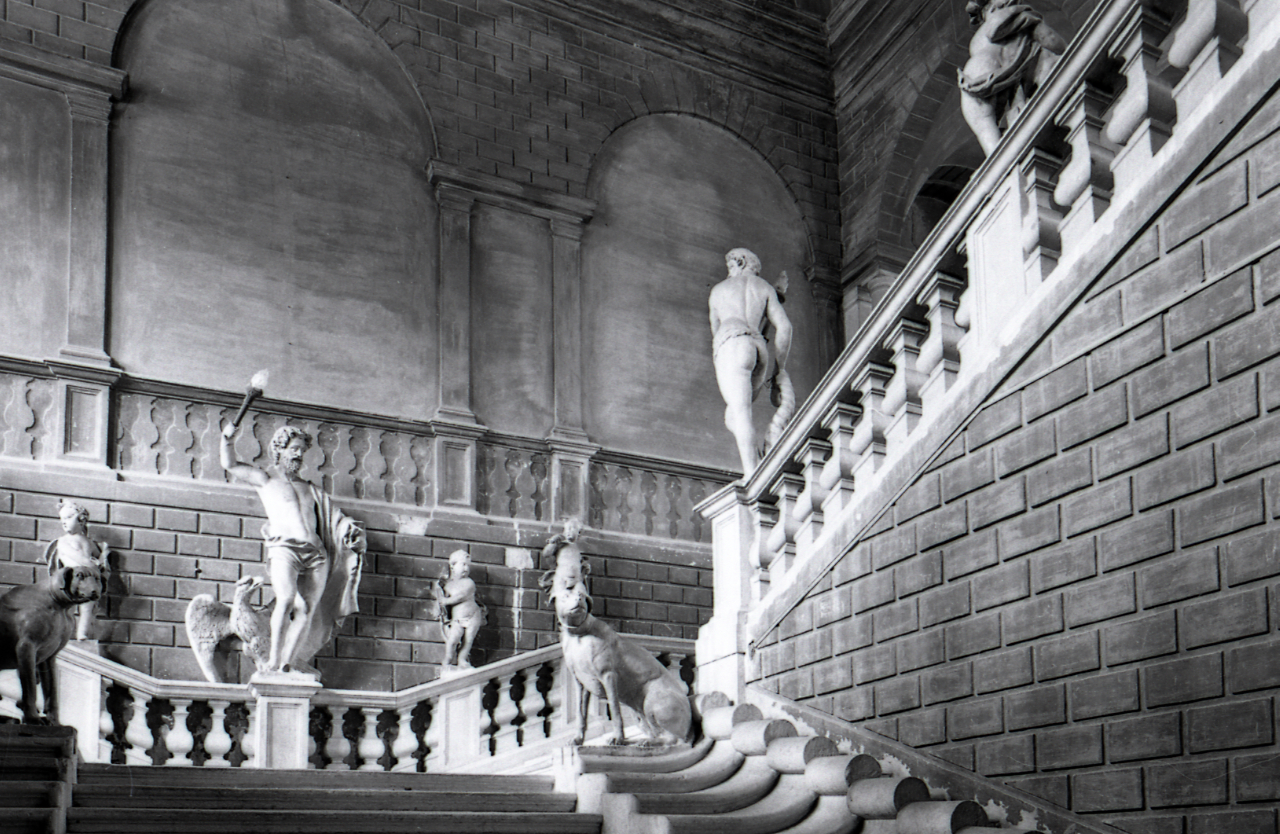
Escalier avec des statues. Photo par Paolo Monti, 1979.

## Source
- (it) Cet article est partiellement ou en totalité issu de l’article de Wikipédia en italien intitulé « Palazzo Canossa (Mantova) » (voir la liste des auteurs).